# Toyota MR2
Toyota MR2 — двухместный спортивный автомобиль, выпускавшийся компанией Toyota c 1984 по 2007 годы. В автомобиле реализована среднемоторная компоновка, то есть двигатель расположен позади водителя и пассажира, но перед задней осью.
MR2 задумывался как небольшой, экономичный и спортивный автомобиль, в его конструкции использованы простые элементы дизайна, передняя и задняя подвеска Макферсон, поперечно установленный рядный четырёхцилиндровый двигатель.
Название MR2 означает либо «среднемоторный, небольшой, двух-местный» (англ. mid-ship, run-about, 2-seater), либо «среднемоторный, заднеприводный, двухместный» (англ. mid-engine, rear-wheel-drive, 2-seater)..

## Первое поколение

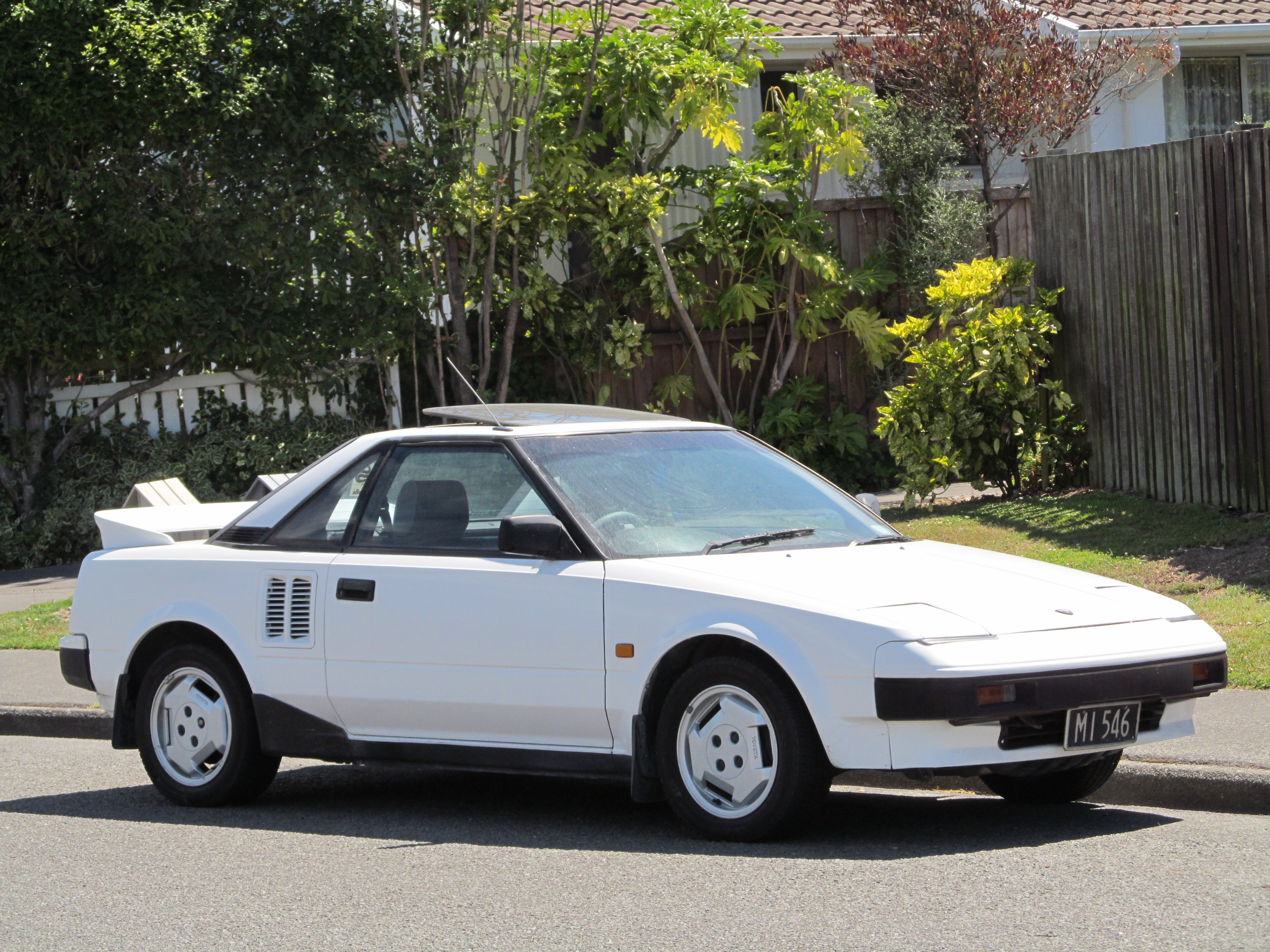
Toyota MR2 (1985, Новая Зеландия)

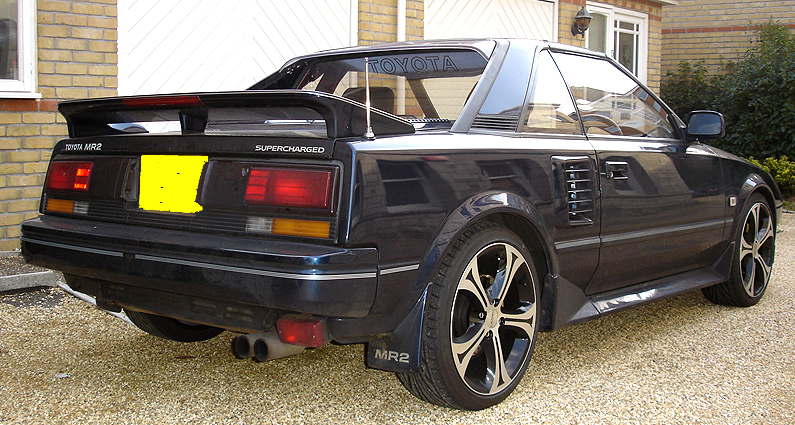
Toyota MR2 Supercharged

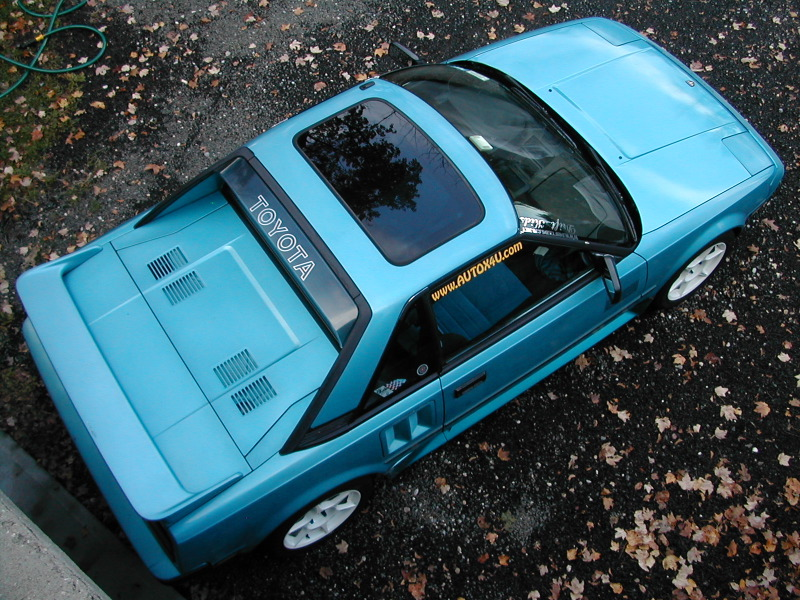
Toyota MR2, 1986

Toyota представила первое поколение MR2 в 1984 году, присвоив модели код «W10». Автомобили с двигателем 3A, объёмом 1,5-литра, был известны как «AW10». Аналогично ему, модели с двигателем 4A, объёмом 1,6-литра, обозначались кодом «AW11».
В Японии MR2 продавался только через дилерскую сеть Vista Stores, с 1998 года известную как Toyota Netz Store. В год своего появления, в 1984 году, MR2 стал автомобилем года Японии.
Toyota спроектировала для MR2 двигатель объёмом 2 литра и относительно легкий кузов (950 кг в Японии и 1066 кг в США). Автомобиль часто называли как AW11, ссылаясь на код шасси наиболее распространенных моделей с 1,6-литровым двигателем серии A.
Подвеска автомобиля была разработана Toyota при содействии с инженером Lotus, Роджером Беккером. Сотрудничество Toyota с Lotus, на этапе создания прототипа можно проследить с AW11, которая во многом обязана технологиям спортивных автомобилей Lotus 1960-х и 1970-х годов. Автомобиль оснащался регулируемой подвеской Toyota TEMS. С пятью структурными изменениями, MR2 оказался достаточно тяжелым для двухместного автомобиля своего размера.
На автомобиль устанавливался также атмосферный четырёхцилиндровый двигатель 4A-GE объёмом 1587 куб.см, имевший два распредвала и по четыре клапана на цилиндр, перенятый от Corolla E80 серии. Этот двигатель также оснащался электронным впрыском топлива DENSO и изменяемой геометрией впуска («T-VIS»), что повышало максимальную мощность двигателю до 112 л. с. (84 кВт) на американских моделях, и 128 л. с. (95 кВт) в Великобритании, 116 или 124 л. с. (85 или 91 кВт) в Европе (с катализатором и без него), 118 л. с. (88 кВт) в Австралии и 130 л. с. (96 кВт) в Японии. Мощность двигателей японских моделей позже была снижена до 120 л. с. (88 кВт). Двигатель ранее устанавливался на Corolla AE86, и имел положительную известность. Пятиступенчатая механическая коробка передач устанавливалась на базовые модели и четырёхступенчатый автомат был опциональным.
Разгон MR2 до 100 км/ч занимал 8 секунд, время на квотере составляло 16 секунд, что значительно быстрее, чем Pontiac Fiero или Fiat X1/9 с четырёхцилиндровыми двигателями. На внутреннем рынке была доступна базовая модель AW10, на которую устанавливался более экономичный двигатель 3A-U объёмом 1452 см³ и мощностью 82 л. с. (61 кВт).

В 1986 году Toyota представила двигатель с наддувом для MR2. Двигатель 4A-GZE оборудовался нагнетателем от Roots и промежуточным интеркулером от Denso. Система T-VIS перестала использоваться, и степень сжатия была снижена до 8:1. Это позволило развить мощность в 145 л. с. (108 кВт) и крутящий момент 190 Нм. Разгон до 100 км/ч составлял от 6,5 до 7 секунд. Нагнетатель имел ременной привод, но приводится в действие посредством электромагнитной муфты, с целью повышения экономии топлива. Снаряженная масса увеличилась до 1131 кг для моделей с наддувом, из-за массы оборудования и новой, усиленной трансмиссии. В салоне автомобиля на некоторых рынках устанавливался переключатель выбора топлива, чтобы позволить двигателю работать на обычном неэтилированном топливе, если это требуется. В дополнение к новому двигателю, модели MR2 SC оснащались более жесткими пружинами, и получили специальные алюминиевые колеса «tear-drop». Эти автомобили отличались от атмосферных другой крышкой двигателя, шильдиком «Supercharged» сзади и кузовными молдингами позади обеих дверей. Они никогда официально не предлагались на европейских и австралийских рынках, хотя некоторые автомобили ввозились в частном порядке.

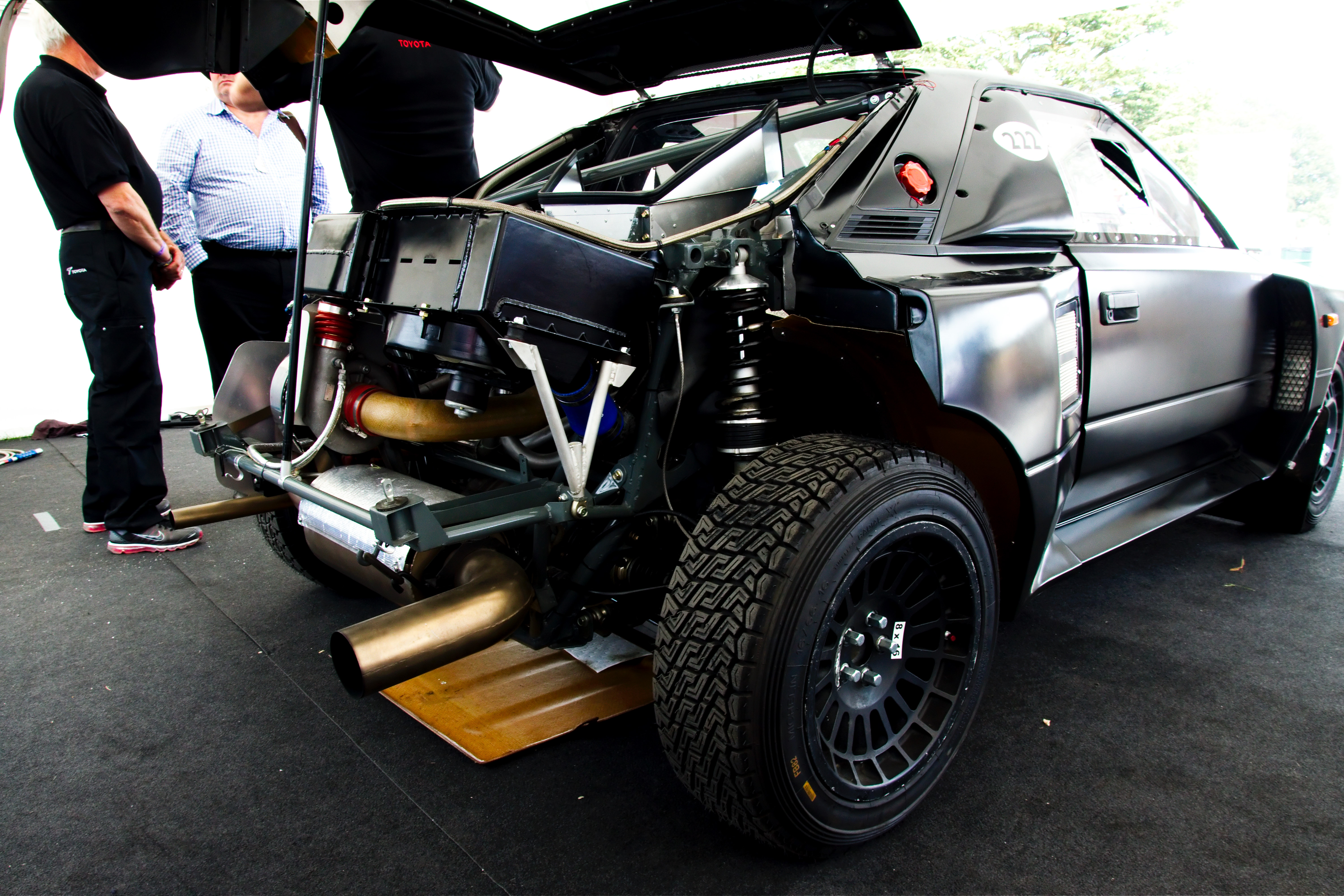
Прототип Toyota 222D

### Toyota 222D
В то время, как переднемоторный заднеприводный раллийный автомобиль Celica занимал лидирующие позиции в африканской Группе B в 1980-е года, на европейских этапах эти же автомобили оставалась в невыгодном положении. Таким образом, в 1985 году TTE начала проект по строительству раллийного автомобиля под кодовым названием «222D». Основанный на MR2, он разрабатывался для выступлений в Группе S, и потенциально, в Группе B. Хотя внешне автомобиль напоминал MR2, по содержанию от серийного автомобиля он заметно отличался. Об этом проекте мало что известно, потому что автомобиль так и не участвовал в гонках. Группа B была запрещена в 1986 году, и правила группы S постигла та же участь, поэтому разработанный автомобиль остался музейным экспонатом.
В 2006 году, на Гудвудском фестивале скорости, Toyota представила черную 222D. Готовый гоночный автомобиль весил около 750 килограммов и имел поперечно расположенный четырёхцилиндровый двигатель с турбонаддувом мощностью 750 л. с. (560 кВт). Двигатель V6, установленный на этот прототип, был также разработан специально для него.

## Второе поколение

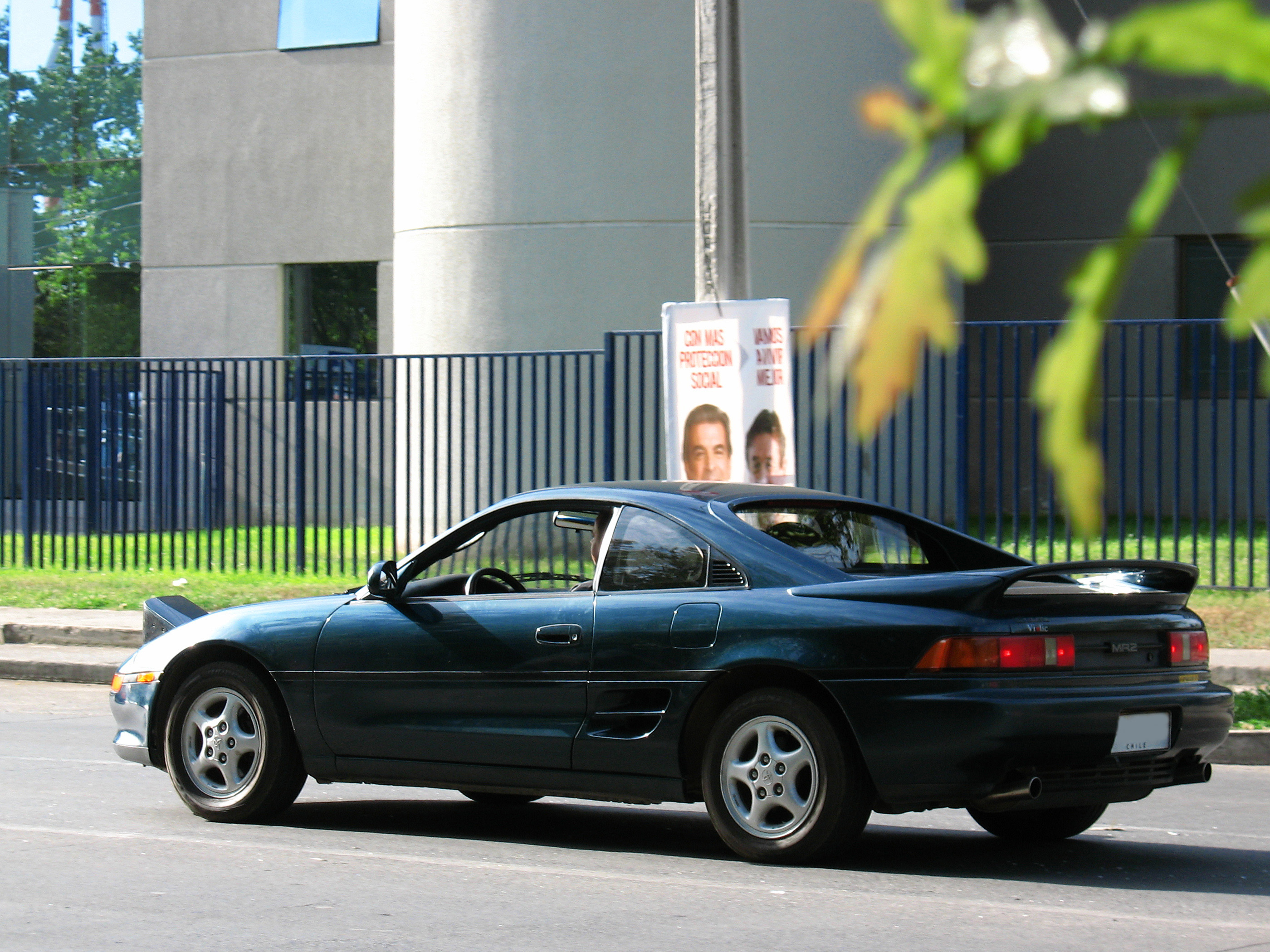
Toyota MR2, 1990

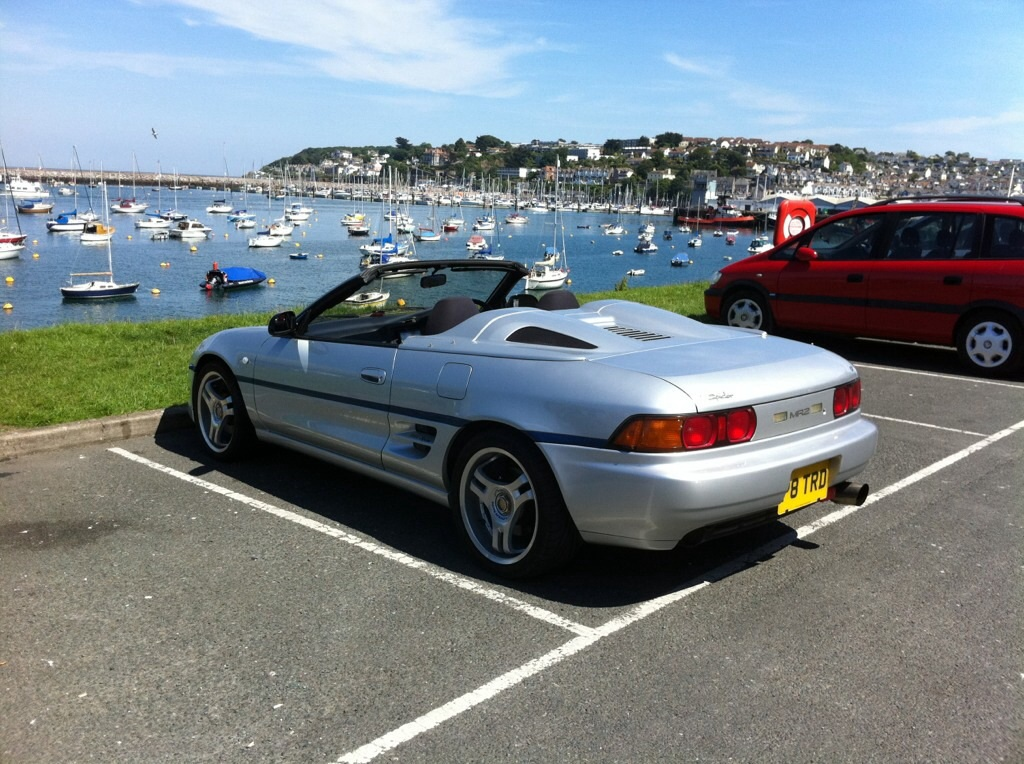
SW20 Spyder, 1990

MR2 был обновлен в 1989 году (хотя в Северной Америке новые модели появились в конце 1990 года). Новый автомобиль стал больше, его масса прибавила от 160 до 180 кг[уточнить], и он получил более округлый, обтекаемый кузов купе и тарга.
На японском рынке существовали четыре комплектации: базовая G и максимальная G-Limited варианты с атмосферным двигателем, а также модели GT-S и GT с двигателем с турбонаддувом. Комплектации на европейском рынке включали: Coupe, GT Coupe и GT T-Bar. На европейский рынок официально не поставлялись модели с турбонаддувом. Тем не менее, многие японские модели продавались здесь частным порядком. На рынке США были доступны две комплектации, MR2 с атмосферным двигателем и MR2 Turbo с двигателем с турбонаддувом.
Турбированные модели на рынке США разгонялись до 100 км/ч за 6,1 секунд и проходили квотер за 14,7 секунды. Японские модели проходили квотер за 14,227 секунды.
Изменения в геометрии подвески, размерах шин и усиленном рулевом механизме, произошедшие в январе 1992 года были сделаны в ответ на публикации журналистов о склонности MR2 к «избыточной поворачиваемости». Однако, некоторые журналисты отмечали, что для большинства спортивных автомобилей с задней среднемоторной компоновкой характерно подобное поведение, и вообще на любом автомобиле при торможении масса сдвигается вперед, а при ускорение назад. При входе в поворот на слишком большой скорости масса автомобиля переходит вперед, в результате чего задние колёса теряют сцепление с дорогой и наступает избыточная поворачиваемость, которая может привести к развороту. Toyota приняла решение изменить подвеску MR2 и сменить шины, чтобы уменьшить вероятность наступления подобной ситуации. Toyota утверждала, что данные изменения были сделаны «для водителей, чьи рефлексы отличаются от пилотов Формулы-1».

### SW20 Spyder
В период с 1996 по 1999 годы, Toyota TechnoCraft (TTC) выпустили 91 автомобиль SW20 MR2 Spyder. Эти автомобили в кузове кабриолет получили выдвижную тканевую крышу, крышку багажника без спойлера и уникальную крышку двигателя. Большинство из этих машин оборудовались автоматической коробкой передач и атмосферным двигателем. Большинство моделей получили окраску Lucerne Silver с синим боковым молдингом и черной и синей тканевой обивкой салона. Некоторые из этих автомобилей были импортированы в Великобританию.

## Третье поколение
Третье поколение выпускалось серийно с 1999 по 2007 годы. В японской версии модель называлась Toyota MR-S, в европейской Toyota MR2 Roadster и в американской Toyota MR2 Spyder.
Первый прототип MR-S был представлен в 1997 году на Токийском автосалоне. Главный инженер Харунори Сиратори говорил: «во-первых, мы хотели получить истинное наслаждение водителя, смешав хорошую динамику, низкую инерцию и легкий вес; затем была использована длинная колесная база для достижения высокой стабильности и нового стиля; среднемоторная компоновка создала отличное рулевое управление при отсутствии массы двигателя спереди; кузов автомобиля достаточно простой, что позволяет легко снизить стоимость автомобиля для потребителя».

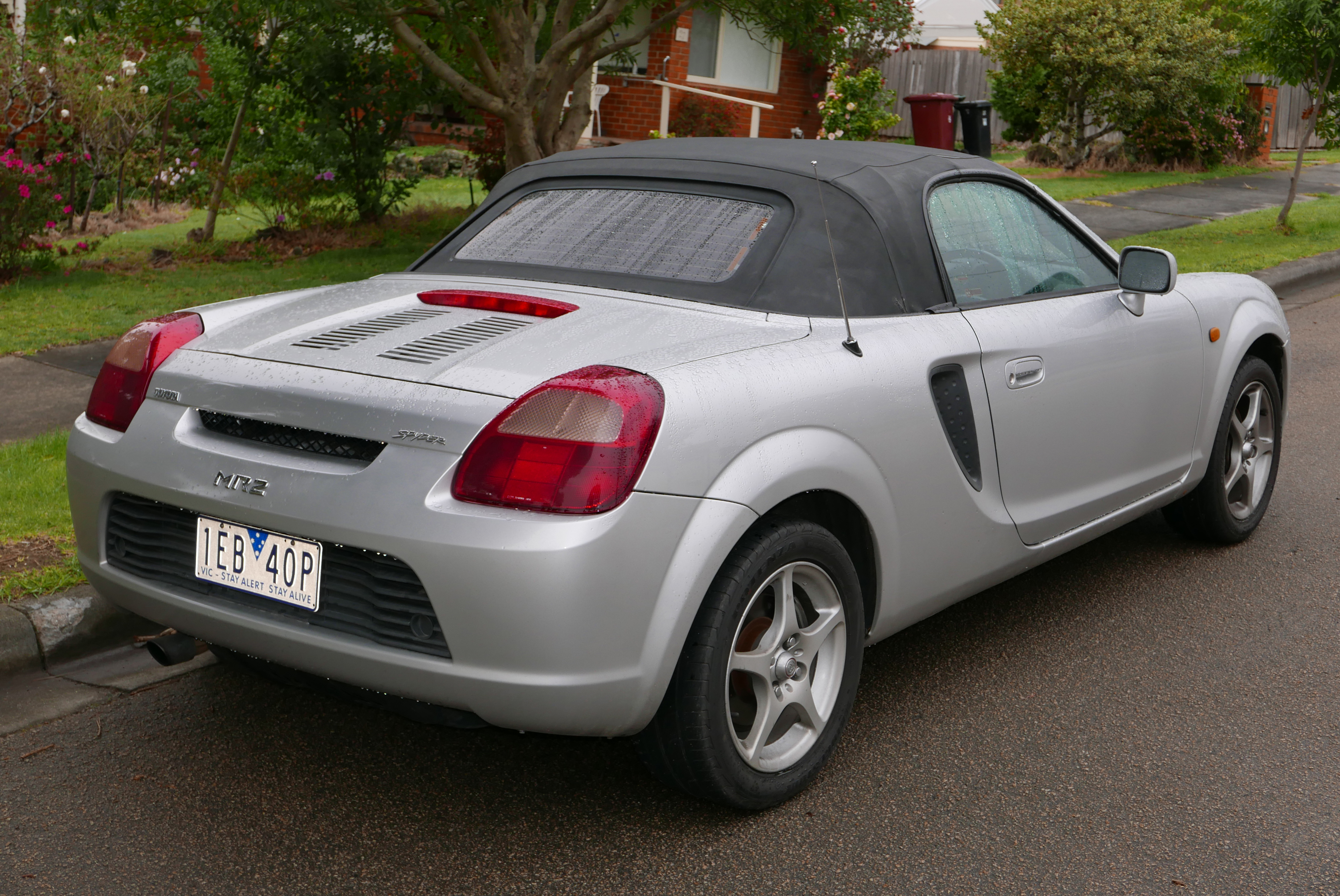
Toyota MR2 Spyder, 2002

Единственный двигатель, устанавливавшийся на третье поколение, был полностью алюминиевый 1ZZ-FED, рядный четырёхцилиндровый двигатель объёмом 1794 куб.см. Как и его предшественники, двигатель имеет два верхних распределительных вала и 16 клапанов. Система VVT-i появилась в 1998 году на некоторых рынках. Однако, в отличие от предыдущих поколений, двигатель был помещен наоборот, с выпускным коллектором, направленным к задней части автомобиля. Максимальная мощность двигателя в 138 л. с. (104 кВт) была значительно уменьшена по сравнению с предыдущим поколением, но благодаря легкости автомобиля, двигатель позволял разгоняться до 100 км/ч за время от 6,8 до 8,7 секунд в зависимости от устанавливаемой трансмиссии. Для вариантов с механической коробкой передач снаряженная масса автомобиля составила 996 кг.
В дополнение к пятиступенчатой механической коробке передач, также были доступны механическая шестиступенчатая механическая или пятиступенчатая секвентальная механическая коробка передач (SMT). А начиная с 2002 года, SMT являлась стандартной для австралийского рынка, хотя, например, кондиционер был опцией. После 2003 года появилась шестиступенчатая коробка SMT. Водитель при помощи переключения рычага вперед или назад или нажатия кнопок на рулевом колесе может переключать и передачи. Также, с механической коробкой передач не был доступен круиз-контроль, хотя для автомобилей с SMT он входил в стандартную комплектацию.
MR2 Spyder имел подогрев заднего стекла. В Японии и Европе была также доступна и обычная крыша.

### Автоспорт (Super GT)

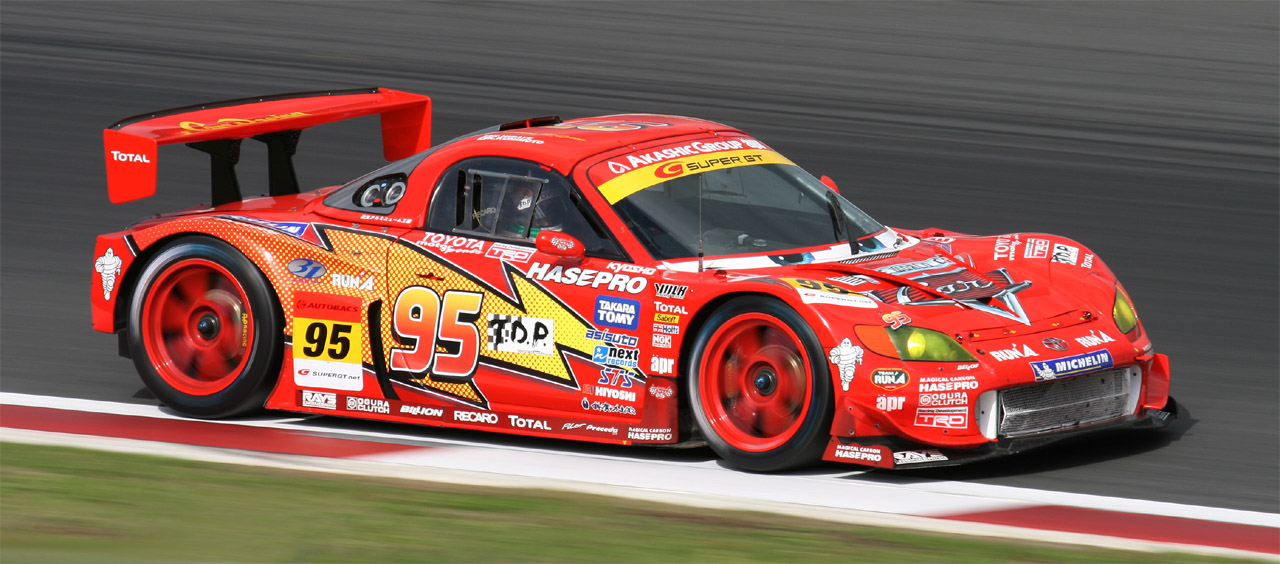
Гоночный автомобиль «Lightning McQueen apr MR-S» от Disney Japan и Toyota, поддерживающих гоночную команду Cars Racing, сезона 2008 года

В период между 2000 и 2008 годами, несколько команд выступали на автомобилях MR-S в чемпионате Super GT (известный как JGTC до сезона 2004 года).
- В 2002 году Морио Нитта и Синичи Такаги участвовали в классе GT300 на чемпионате в команде Autobacs MR-S.
- В команде Reckless на MR-S в 2005 году выиграли оба водителя — Кота Сасаки и Тецуя Ямано.
- В 2007 году, Кадзуя Осима и Хироаки Исиура выступали совместно на чемпионате Toy Story APR MR-S, заняв первое место.

### Окончание производства Spyder
В июле 2004 года Toyota объявила об окончании продаж MR2 (а также Celica) в США в конце 2005 модельного года из-за растущей конкуренции и падения продаж. В первый год было продано 7233 автомобилей третьего поколения, на 2005 год число продаж составляло 901 единица. В общей сложности, за шесть лет производства в США, было продано 27 941 автомобилей. 2005 модельный год был последним для MR2 в США. В то же время, автомобиль был доступен в Японии, Мексике и Европе до 2007 года, когда производство автомобиля прекратилось полностью.

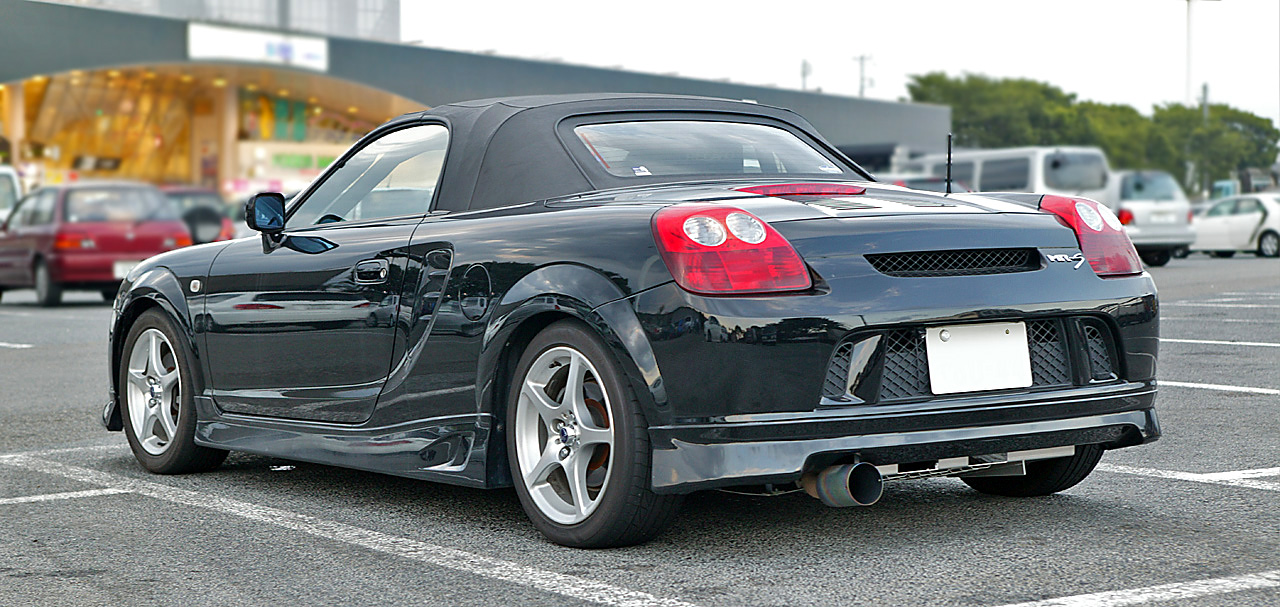
Toyota MR-S

### Специальные серии
В конце производства MR2, для Японии и Великобритании Toyota выпустила ограниченную серию в 1000 единиц, названную V-Edition. Она отличаются различными по окраске колёсами, титановыми элементами интерьера, незначительными изменениями по кузову, наличием дифференциала повышенного трения, а также вариантами исполнения рулевого колеса.
Кроме того, в 2007 модельном году, Великобритания получила 300 моделей специальной пронумерованной серии TF300. Специальный, 182-сильный (136 кВт) вариант с турбонаддувом был назван TTE Turbo (TTE — отсылка к подразделению Toyota Team Europe), и доступен в виде дополнительного дилерского пакета. Этот пакет был также доступен для установки на обычный MR2.

### VM180 Zagato
Toyota VM180 Zagato, разработанная Zagato, основывалась на MR-S, и была построена Toyota Modelista International для продажи в Японии только через дилерскую сеть Toyota Vista. Модель была впервые показана 10 января 2001 года в Токио, и затем, в феврале 2001 года на Женевском автосалоне. Для нее было использовано шасси MR-S. Мощность двигателя для этой модели составила 155 л. с. (116 кВт).